# سنية المؤدب
سنية المؤدب، هي ممثلة تونسية. اشتهرت في آواخر الثمانينات من خلال المسلسل الرمضاني حبوني ودللت مع عبد القادر مقداد  تلتها عدة مسلسلات أخرى مثل «الأيام كيف الريح» و«أمواج» و«وردة». ابتعدت عن الشاشة الصغيرة قرابة 7 سنوات لتعود عام 2007 مع مسلسل كمنجة سلامة. شاركت في الأجزاء الثلاثة لمسلسل مكتوب (رمضان 2008 و2009 و2012) في دور أم سميرة مقرون. في السينما شاركت سنية المؤدب في فيلمي مفيدة التلاتلي «صمت القصور» (1994)  و«موسم الرجال» (2000)

## فيلموغرافيا

### السينما
- 1994 : صمت القصور لمفيدة التلاتلي
- 1996 : تربة (فيلم قصير) لالمنصف ذويب
- 2000 : موسم الرجال لمفيدة التلاتلي

### التلفاز
- 1992 : ليام كيف الريح لصلاح الدين الصيد بدور فاتن
- 1993 : وردة لحمادي عرافة
- 1994 : أمواج لصلاح الدين الصيد بدور سناء
- 1995 : حبوني وإدللت لصلاح الدين الصيد بدور درة
- 1997 : باب الخوخة لعبد الجبار البحوري بدور سوسن
- 2007 : كمنجة سلامة لحمادي عرافة بدور حسنة
- 2008-2007: مكتوب (المواسم 1 و2 و3) لسامي الفهري بدور خديجة
- 2010 : كاستينغ لسامي الفهري
- 2015 : حكايات تونسية لندى المازني حفيظ
- 2016 : بوليس حالة عادية لمجدي السميري
- 2017 : المنارة لعاطف بن حسين
- 2018 : نسيبتي العزيزة لصلاح الدين الصيد ويونس الفارحي (ضيف شرف الحلقتين 16 و 17 من الموسم 8) بدور زهرة
- 2019 : قسمة وخيان لسامي الفهري

## وصلات خارجية
- سنية المؤدب على موقع IMDb (الإنجليزية)
- سنية المؤدب على موقع قاعدة بيانات الأفلام العربية
- سنية المؤدب على موقع أول موفي (الإنجليزية)
- سنية المؤدب على موقع قاعدة بيانات الأفلام السويدية (السويدية)
- سنية المؤدب على موقع كينوبويسك (الروسية)